# Philipp Klingmann
Philipp „Klinge“ Klingmann (* 22. April 1988 in Heidelberg) ist ein ehemaliger deutscher Fußballspieler und heutiger Fußballfunktionär.

## Karriere

### Fußballspieler
Trotz 133 Regional- und Oberligaspielen für die zweite Mannschaft der TSG 1899 Hoffenheim gelang ihm nie der Sprung in den Profikader der Hoffenheimer. 2012 wechselte er zum in die dritte Liga abgestiegenen Karlsruher SC.
Mit ihm als Stammspieler auf der Position des rechten Verteidigers gelang der Mannschaft der sofortige Wiederaufstieg in die 2. Bundesliga. Sein erstes Profitor schoss Klingmann am 24. Oktober 2012 in der Drittligapartie gegen die Stuttgarter Kickers. Nach dieser erfolgreichen Saison hatte er auch in der Saison 2013/14 erheblichen Anteil am positiven Saisonabschluss Platz 5 und kam durch seine konstante Leistung in die „Kicker Elf“ der Saison 2013/2014. Im Jahr darauf schaffte er es mit dem KSC die zweite Liga auf Platz 3 abzuschließen und setzte mit den anschließenden Relegationsspielen gegen den HSV einen Höhepunkt in seiner Karriere. Das Hinspiel in Hamburg endete 1:1 und erzeugte zu Recht Hoffnung auf einen Aufstieg in die 1. Fußball-Bundesliga. Durch eine umstrittene und viel diskutierte Schiedsrichterentscheidung durch Schiedsrichter Manuel Gräfe, blieb der Aufstieg jedoch verwehrt. Das Spiel endete 1:2.
Zur Saison 2015/2016 wechselte er zum SV Sandhausen. Nach einem guten Beginn der Saison 2017/18 mit zwei Toren und vier Torvorbereitungen in den ersten 20 Spieltagen zog Klingmann sich am 2. Februar 2018 (21. Spieltag) bei der 0:1-Niederlage gegen Fortuna Düsseldorf nach einem Zusammenprall mit Genki Haraguchi einen Schädelbruch zu und fiel für den Rest der Saison aus. Sein auslaufender Vertrag in Sandhausen wurde am Ende der Saison 2019/20 trotz wenig Einsatzzeit um ein weiteres Jahr verlängert. Im Sommer 2021 verließ er den Verein.

### Fußballfunktionär
Von Juli 2022 bis Dezember 2024 war Klingmann als Teammanager und Assistent der Geschäftsführung beim SV Sandhausen tätig, bevor er Anfang 2025 als Mitarbeiter in das Nachwuchsleistungszentrum der TSG 1899 Hoffenheim wechselte.